# Théophylacte de Constantinople
Pour les articles homonymes, voir Théophylacte.
Théophylacte de Constantinople, Theophylaktos Lekapenos ou Theophylactus Lecapenus (en grec Θεοφύλακτος Λακαπήνος, Theophylaktos Lakapēnos), né en 917, mort le 27 février 956, est un patriarche de Constantinople du 2 février 933 jusqu'à sa mort en 956.

## Biographie
Théophylacte est le plus jeune fils de l'empereur Romain Ier Lécapène et de sa femme Théodora. Romain a prévu de faire son fils patriarche dès la mort de Nicolas Mystikos, il a été tonsuré et ordonné sous diacre. Le 25 décembre 924, jour où ses frères Étienne et Constantin sont couronnés coempereurs, il est promu « syncelle » à sept ans par le patriarche Nicolas, dans l’expectative de sa succession. À la mort de Nicolas, comme le jeune Théophylacte ne peut pas encore lui succéder en raison de son âge, l’empereur fait installer comme patriarche le vieux métropolite d’Amasée sous le nom d’Étienne II.
Malheureusement pour les plans de Romain Ier, Étienne II meurt dès le 18 juillet 927. L’empereur choisit alors le 27 décembre un moine nommé Tryphon, connu pour l’austérité de ses mœurs, qu’on ordonne patriarche pour un temps convenu. Lorsque le délai qu’il a lui-même fixé est accompli, Tryphon refuse d’abandonner son siège. Son abdication est finalement obtenue en août 931 grâce à une tromperie de l’évêque Théophane de Césarée. Théophylacte n’a encore que 14 ans et il faut une véritable campagne diplomatique pour venir à bout de la résistance du synode. L’empereur Romain doit faire pression sur les évêques dont l’ordination a été différée et demander l’appui du pape Jean XI dont les légats viennent introniser le nouveau patriarche le 2 février 933 après une vacance du siège de près de deux ans.
Théophylacte soutient les desseins politiques de son père et poursuit l'œcuménisme ecclésiastique, conservant des contacts étroits avec les patriarcats grec d'Alexandrie et d'Antioche.
Après l’éviction du pouvoir de Romain Ier le 20 décembre 944 et de ses deux fils le 27 janvier 945, il doit ensuite couronner Romain II coempereur. Théophylacte est le seul membre masculin de la famille des Lécapène, outre l'eunuque bâtard Basile, à être maintenu en poste. L’empereur Constantin VII accepte de conserver Théophylacte sur son siège malgré les nombreux écarts qui lui sont reprochés selon les chroniqueurs. Jean Skylitzès lui reproche en effet « d’avoir mis à l’encan les degrés de la cléricature et les promotions à l’épiscopat, d’avoir une passion irrésistible qui le poussait à acquérir des chevaux et à interrompre ses messes pour aller assister à la naissance de ses poulains et enfin d’être à l’origine de la douteuse coutume d’insulter Dieu et les saints qu’on commémore lors des grandes fêtes où le public afflue en faisant chanter avec des contorsions indécentes et des rites mêlés de cris démentiels les hymnes du matin ».
À la fin des années 940, Théophylacte envoie des missionnaires chez les Hongrois pour essayer d'appuyer les efforts de la diplomatie impériale. À peu près au même moment, Théophylacte donne des conseils à son neveu par alliance, le tsar Pierre Ier de Bulgarie, au sujet de la nouvelle hérésie bogomile. Il introduit des éléments théâtraux dans la liturgie byzantine, ce qui n'est pas unanimement approuvé dans son entourage par le clergé conservateur (cf. ci-dessus).
Théophylacte est le troisième et dernier patriarche de Constantinople à être le fils d'un empereur et le seul à l'être devenu au cours du règne de son père. Son patriarcat, d'un peu plus de vingt-trois ans, est d'une longueur inhabituelle. Il meurt d’hydropisie après deux ans de maladie le 27 février 956.